# 维利耶亚当
维利耶亚当（法語：Villiers-Adam，法語發音：[vilje adɑ̃] ⓘ）是法国法蘭西島大區瓦兹河谷省的一个市镇，位于该省北部，属于蓬图瓦兹区。

## 地理
维利耶亚当（49°3'53"N, 2°14'7"E）面积9.82 平方千米，位于法国法蘭西島大區瓦兹河谷省，该省份为法国北部内陆省份，北起瓦兹省，西接厄尔省，南至塞纳-圣但尼省、上塞纳省和伊夫林省，东临塞纳-马恩省。
与维利耶亚当接壤的市镇（或旧市镇、城区）包括：利勒亚当、塔韦尼、贝特蒙拉福雷、绍夫里、弗雷皮永、梅列勒、瓦兹河畔梅里、蒙苏、内尔维尔拉福雷。

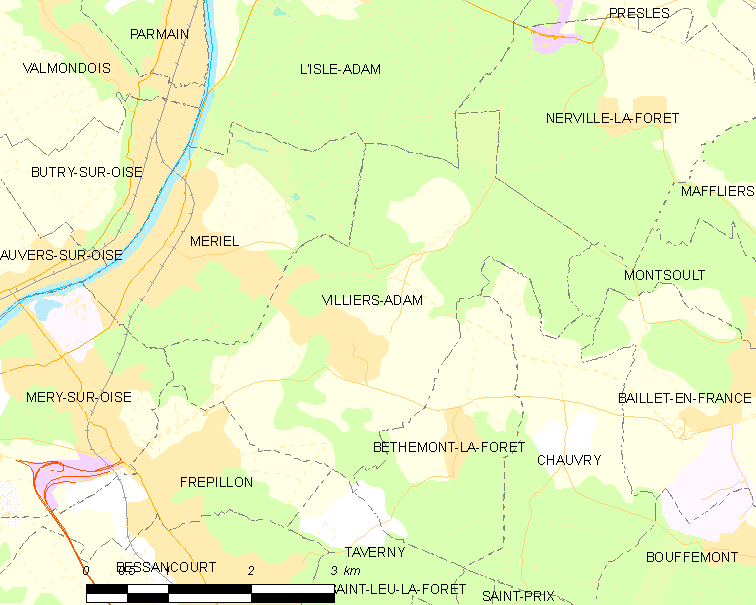
维利耶亚当的OSM定位图

维利耶亚当的时区为UTC+01:00、UTC+02:00（夏令时）。

## 行政
维利耶亚当的邮政编码为95840，INSEE市镇编码为95678。

## 政治
维利耶亚当所属的省级选区为利勒亚当县。

## 人口

1962-2008年间维利耶亚当人口变化图示

维利耶亚当于2022年1月1日时的人口数量为848人。